# Conjuração Carioca
A Inconfidência Carioca, também chamada Conjuração Carioca, Conjuração do Rio de Janeiro ou Inconfidência do Rio de Janeiro, foi um episódio de perseguição política e cultural ocorrido entre 1794 e 1797, na cidade do Rio de Janeiro, no contexto das tensões provocadas pela disseminação das ideias iluministas no Brasil Colonial.

## Antecedentes
Ao final do século XVIII, o mundo ocidental foi profundamente impactado pela Ilustração. A Independência dos Estados Unidos (1776), a Revolução Francesa (1789) e a revolução dos escravizados em São Domingos (1791) inspiraram movimentos contestatórios em outras regiões, incluindo o Brasil. A Inconfidência Mineira (1789) foi a primeira manifestação concreta dessas ideias na colônia. No Rio de Janeiro, professores régios, como Manuel Inácio da Silva Alvarenga e João Marques Pinto, passaram a denunciar as interferências religiosas na educação, o que os tornou alvo de perseguições e, posteriormente, de delações.

## Conjuntura e contexto
No final do século XVIII, o Rio de Janeiro era o principal entreposto comercial da América Portuguesa, o que levou as autoridades coloniais a uma intensa vigilância. A política repressiva anti-revolucionária imposta pelo governo de Pina Manique em Portugal encontrava eco na administração do vice-rei José Luís de Castro, Conde de Resende, notório opositor das artes e ciências, que temia que tais atividades inspirassem levantes revolucionários. Além disso, obedecia rigidamente à política de vigilância e prisão de estrangeiros, especialmente franceses.

## Sociedade Literária do Rio de Janeiro
A Sociedade Literária do Rio de Janeiro foi fundada em 1786, com aprovação do vice-rei Luís de Vasconcelos e Sousa, como prolongamento da Academia Científica criada pelo Marquês de Lavradio em 1771. Reunia médicos, professores régios e intelectuais com o objetivo inicial de compartilhar conhecimento científico. Contudo, as discussões passaram a abranger ideias ilustradas vindas da Europa, o que despertou a preocupação das autoridades portuguesas.
Em 1793, a Coroa portuguesa proibiu a presença de sociedades de letrados na colônia, temendo que se repetissem eventos como a Inconfidência Mineira e a execução de Tiradentes (1792). Apesar da proibição, as reuniões da Sociedade continuaram a ocorrer, frequentemente na residência de Silva Alvarenga, situada na Rua do Cano (atual Rua Sete de Setembro), que passou a ser visto como o principal fomentador da subversão.

## A devassa
Em 1794, o governador e vice-rei José Luís de Castro, Conde de Resende, desconfiado da circulação de ideias subversivas, solicitou ao Desembargador Antônio Dinis da Cruz e Silva, Chanceler da Relação, a abertura de uma devassa contra os membros da Sociedade Literária. Inicialmente, o pedido foi negado por falta de provas.
Determinando-se a obter evidências, o Conde de Resende enviou dois homens de confiança: José Bernardo da Silveira Frade, que se infiltrou na Sociedade, e Diogo Francisco Delgado, encarregado de colher informações na cidade. Em 8 de dezembro de 1794, com as provas reunidas, o vice-rei conseguiu a abertura oficial do processo.
Onze membros da Sociedade foram então acusados de conspirar contra o domínio português e presos na Fortaleza da Conceição, onde permaneceram detidos durante o inquérito, que durou cerca de três anos, envolvendo 65 testemunhas. Apesar da longa investigação, não se encontrou nenhuma prova concreta de que planejavam uma revolta ou a separação de Portugal.
Em fevereiro de 1797, a Coroa determinou a libertação dos presos, considerando que já haviam sido suficientemente punidos pelos anos de encarceramento. Muitos deles permaneceram presos até 1798.

## Caracterização
O episódio, embora consagrado como “Inconfidência Carioca” ou “Conjuração Carioca”, não corresponde propriamente a esses títulos, já que os membros da Sociedade não pretendiam tomar o poder nem separar-se de Portugal. Limitavam-se a discutir novas ideias vindas da Europa.
Segundo alguns historiadores, trata-se mais de uma “fantasia” do que de uma verdadeira conspiração.

## Participantes

### Réus e condenados
- Manuel Inácio da Silva Alvarenga – considerado rebelde
- João Marques Pinto – considerado rebelde
- Mariano José Pereira da Fonseca – considerado rebelde
- Jacinto José da Silva – considerado rebelde
- Francisco Coelho Solano – considerado rebelde
- Gervásio Ferreira – considerado rebelde
- Antônio Gonçalves dos Santos – considerado rebelde
- João de Sá da Conceição – considerado rebelde
- João da Silva Antunes – considerado rebelde
- Francisco Antônio Lisboa – considerado rebelde
- José Antônio de Almeida – considerado rebelde

### Delatores
- José Bernardo da Silveira Frade – se posicionou como leal
- Diogo Francisco Delgado – se posicionou como leal

### Autoridades
- José Luís de Castro, Conde de Resende – vice-rei e governador da capitania
- Antônio Dinis da Cruz e Silva – chanceler da Relação

## Números do episódio
- Duração: aproximadamente 3 anos
- Participantes: cerca de 76, entre elites locais, letrados e oficiais mecânicos
- Réus acusados formalmente: 11
- Testemunhas: 65

## Ações de protesto
- Não violentas: reuniões em lugares privados
- Violentas: não registradas

## Repressão
- Contenção: devassa e vigilância
- Prisões: 11 membros detidos
- Punição: anos de encarceramento; ausência de outras punições documentadas